# 4 × 100 meter stafett för herrar i friidrott vid olympiska sommarspelen 2004
Stafett 4 x 100 m herrar vid Olympiska sommarspelen 2004 genomfördes vid Atens Olympiska Stadion 27 och 28 augusti

## Medaljörer
| Event         | Guld                                                                             | Guld  | Silver                                                                     | Silver | Brons                                                         | Brons |
| 4 x 100 meter | Storbritannien Jason Gardener Darren Campbell Marlon Devonish Mark Lewis-Francis | 38,07 | USA Shawn Crawford Justin Gatlin Coby Miller Maurice Greene Darvis Patton* | 38,08  | Nigeria Olusoji Fasuba Uchenna Emedolu Aaron Egbele Deji Aliu | 38,23 |

## Kvalificering
Från de två kvalheaten gick de tre första lagen i vardera försöksheatet samt de två snabbaste tiderna därutöver till final.
Alla tider visas i sekunder.

Q automatiskt kvalificerad.

q en av de snabbaste tiderna därutöver.

DNS startade inte.

DNF kom inte i mål.

NR markerar nationsrekord.

SB markerar bästa resultat under säsongen.

DSQ markerar diskvalificerad eller utesluten.

### Försöksheat

#### Heat 1
| Placering | Nation              | Idrottare                                                            | Tid   | Noteringar |
| --------- | ------------------- | -------------------------------------------------------------------- | ----- | ---------- |
| 1         | Nigeria             | Olusoji Fasuba, Uchenna Emedolu, Aaron Egbele, Deji Aliu             | 38,27 | Q, SB      |
| 2         | Polen               | Zbigniew Tulin, Łukasz Chyła, Marcin Jędrusiński, Marcin Urbaś       | 38.47 | Q, SB      |
| 3         | Australien          | Adam Basil, Paul Di Bella, Patrick Johnson, Josh Ross                | 38.49 | Q, SB      |
| 4         | Trinidad och Tobago | Nicconnor Alexander, Marc Burns, Ato Boldon, Darrel Brown            | 38.53 | q, =NR     |
| 5         | Japan               | Hiroyasu Tsuchie, Shingo Suetsugu, Shinji Takahira, Nobuharu Asahara | 38.53 | q          |
| 6         | Tyskland            | Ronny Ostwald, Tobias Unger, Alexander Kosenkow, Till Helmke         | 38.64 |            |
| 7         | Kanada              | Nicolas Macrozonaris, Anson Henry, Charles Allen, Pierre Browne      | 38.64 | SB         |
| 8         | Ryssland            | Aleksandr Rjabov, Oleg Sergejev, Sergej Bitjkov, Andrej Jepisjin     | 39.19 |            |

#### Heat 2
| Placering | Nation         | Idrottare                                                                              | Tid   | Noteringar |
| --------- | -------------- | -------------------------------------------------------------------------------------- | ----- | ---------- |
| 1         | USA            | Shawn Crawford, Darvis Patton, Coby Miller, Maurice Greene                             | 38,02 | Q          |
| 2         | Storbritannien | Jason Gardener, Darren Campbell, Marlon Devonish, Mark Lewis-Francis                   | 38.53 | Q, SB      |
| 3         | Brasilien      | Cláudio Roberto Souza, Édson Luciano Ribeiro, André Domingos da Silva, Vicente de Lima | 38.64 | Q          |
| 4         | Jamaica        | Dwight Thomas, Patrick Jarrett, Winston Smith, Michael Frater                          | 38.71 | SB         |
| 5         | Italien        | Marco Torrieri, Simone Collio, Massimiliano Donati, Maurizio Checcucci                 | 38.79 |            |
| 6         | Ghana          | Christian Nsiah, Tanko Braimah, Aziz Zakari, Leonard Myles-Mills                       | 38.88 | SB         |
| 7         | Frankrike      | Issa-Aimé Nthépé, Ronald Pognon, Frédéric Krantz, David Alerte                         | 38.93 |            |
| 8         | Nederländerna  | Timothy Beck, Troy Douglas, Patrick van Balkom, Caimin Douglas                         | DNF   |            |

### Final
| Rank | Nation              | Competitors                                                                            | Time  | Notes |
| ---- | ------------------- | -------------------------------------------------------------------------------------- | ----- | ----- |
| 1    | Storbritannien      | Jason Gardener, Darren Campbell, Marlon Devonish, Mark Lewis-Francis                   | 38,07 | SB    |
| 2    | USA                 | Shawn Crawford, Justin Gatlin, Coby Miller, Maurice Greene                             | 38,08 |       |
| 3    | Nigeria             | Olusoji Fasuba, Uchenna Emedolu, Aaron Egbele, Deji Aliu                               | 38,23 | SB    |
| 4    | Japan               | Hiroyasu Tsuchie, Shingo Suetsugu, Shinji Takahira, Nobuharu Asahara                   | 38,49 |       |
| 5    | Polen               | Zbigniew Tulin, Łukasz Chyła, Marcin Jędrusiński, Marcin Urbaś                         | 38,54 |       |
| 6    | Australien          | Adam Basil, Paul Di Bella, Patrick Johnson, Josh Ross                                  | 38,56 |       |
| 7    | Trinidad och Tobago | Nicconnor Alexander, Marc Burns, Ato Boldon, Darrel Brown                              | 38,60 |       |
| 8    | Brasilien           | Cláudio Roberto Souza, Édson Luciano Ribeiro, André Domingos da Silva, Vicente de Lima | 38,67 |       |

## Rekord

### Världsrekord
- USA - 37,40 - 8 augusti 1992 - Barcelona, Spanien
- USA - 37,40 - 21 oktober 1993 - Stuttgart, Tyskland

### Olympiskt rekord
- USA - 37,40 - 8 augusti 1992 - Barcelona, Spanien

## Tidigare vinnare

### OS
- 1896 - 1908: Inga tävlingar
- 1912 i Stockholm: Storbritannien – 42,4
- 1920 i Antwerpen: USA – 42,2
- 1924 i Paris: USA – 41,0
- 1928 i Amsterdam: USA – 41,0
- 1932 i Los Angeles: USA – 40,0
- 1936 i Berlin: USA – 39,8
- 1948 i London: USA – 40,6
- 1952 i Helsingfors: USA – 40,1
- 1956 i Melbourne: USA – 39,5
- 1960 i Rom: Tyskland, 39,5
- 1964 i Tokyo: USA – 39,06
- 1968 i Mexico City: USA – 38,24
- 1972 i München: USA – 38,19
- 1976 i Montréal: USA – 38,33
- 1980 i Moskva: Sovjetunionen – 38,26
- 1984 i Los Angeles: USA – 37,83
- 1988 i Seoul: Sovjetunionen – 38,19
- 1992 i Barcelona: USA – 37,40
- 1996 i Atlanta: Kanada – 37,69
- 2000 i Sydney: USA – 37,61

### VM
- 1983 i Helsingfors: USA – 37,86
- 1987 i Rom: USA – 37,90
- 1991 i Tokyo: : USA – 37,50
- 1993 i Stuttgart: : USA – 37,48
- 1995 i Göteborg: Kanada – 38,31
- 1997 i Aten: Kanada, 37,86
- 1999 i Sevilla: USA – 37,59
- 2001 i Edmonton: USA – 37,96
- 2003 i Paris: USA – 38,06